# كأس الاتحاد الإنجليزي 1937–38
كأس الاتحاد الإنجليزي 1937–38 (بالإنجليزية: 1937–38 FA Cup)‏ هو الموسم 63 من  كأس الاتحاد الإنجليزي. أقيم خلال الفترة 4 سبتمبر 1937 وحتى 30 أبريل 1938، والذي يشرف على تنظيمه الاتحاد الإنجليزي لكرة القدم، وفاز فيه بريستون نورث إيند.